# Anton Fugger von Babenhausen

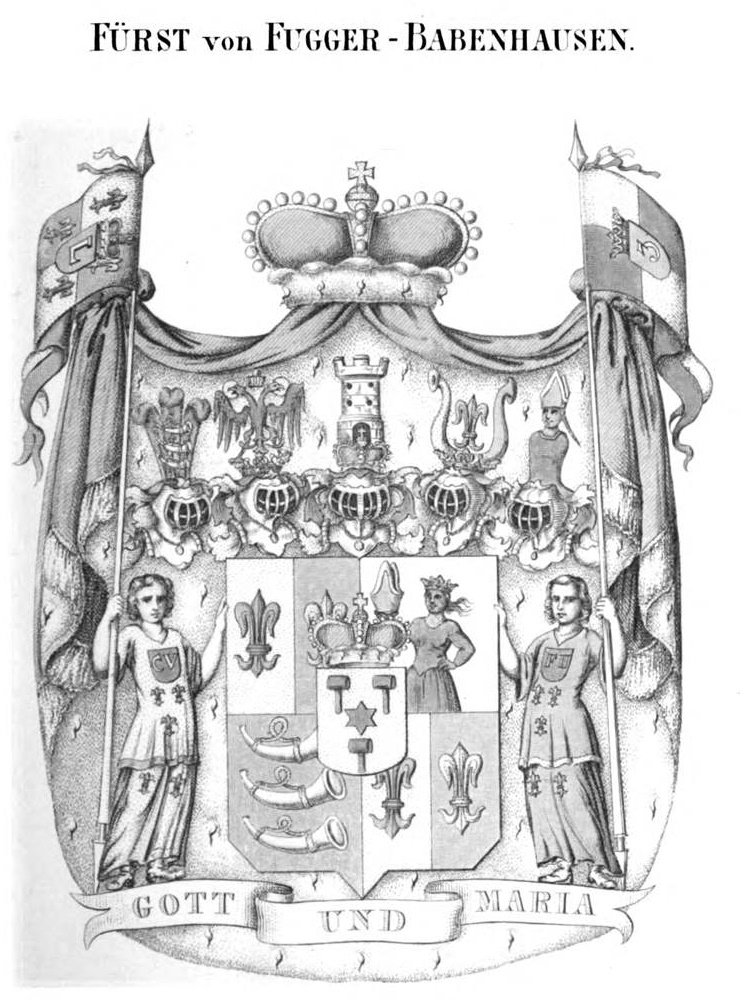
Familienwappen

Anton Anselm, 2. Fürst Fugger von Babenhausen (* 13. Januar 1800 in Babenhausen; † 28. Mai 1836 ebenda) war ein deutscher Gutsherr aus Bayerisch-Schwaben. Er gehörte zum Hochadel und war seit 1821 Chef des Hauses Fugger-Babenhausen sowie Standesherr und erblicher Reichsrat des Königreichs Bayern.

## Leben
Sein vollständiger Taufname lautete eigentlich Antonius de Padua Anselm Maria Joseph Johannes Nepomuk Carl Hilarius Erbgraf Fugger von Babenhausen, Herr zu Boas, Heimertingen, Wald, Wellenberg, Graf von Kirchberg usw.
Fürst Anton von Fugger-Babenhausen war der älteste Sohn des Fürsten Anselm Maria Fugger von Babenhausen (* 1. Juli 1766; † 20. November 1821) und der Maria Antonia Elisabetha geborene Gräfin von Waldburg-Zeil-Wurzach (* 8. März 1774; † 5. Oktober 1814).
Mit dem Tode seines Vaters 1821 trat er das Erbe der Fuggerschen Besitzungen an. Zu seinem Besitz gehörten die Schlösser Wellenburg und Babenhausen, ebenso wie die Fuggerhäuser in Augsburg. Er war nun bayerischer Standesherr und der zweite Fürst Fugger von Babenhausen mit dem Adelsprädikat Durchlaucht (Vorsatz: Seine Durchlaucht, abgekürzt S. D.). Von 1821 bis 1836 war er erbliches Mitglied in der bayerischen Kammer der Reichsräte. Während der 2. Wahlperiode von 1825 bis 1831 war er im dritten Landtag 1825 Mitglied des Beschwerdeausschusses. Im vierten Landtag von 1827 bis 1828 war er Mitglied des Innenausschusses im Reichsrat.
Außerdem war er vom bayerischen König ernanntes Mitglied des Landrats im Oberdonaukreis und seit 1832 als bayerischer Major à la suite Kommandant der Landwehr des Oberdonaukreises. Gleichzeitig erfolgte in dem Zusammenhang die Beförderung in den Rang eines Obersten. 1830 und erneut 1833 wurde er zum Präsidenten des Landrats im Oberdonaukreis gewählt.
Fürst Anton starb nach längerer Krankheit am 28. Mai 1836 im Alter von erst 36 Jahren. Nachfolger als Fürst und Oberhaupt der Standesherrschaft Babenhausen sowie des gesamten fürstlichen Fideikommisses wurde sein ältester Sohn Leopold Erbgraf Fugger von Babenhausen.

## Familie
Fürst Anton gehörte der römisch-katholischen Kirche an und heiratete in Babenhausen am 20. Oktober 1825 Franziska Xaveria Walburga Henriette Caroline Constanze (* 29. August 1807 auf Schloss Haltenbergstetten; † 27. Oktober 1873 in Augsburg, beigesetzt in Babenhausen). Sie war eine Tochter des Fürsten Karl zu Hohenlohe-Jagstberg und somit geborene Prinzessin zu Hohenlohe. Aus der Ehe gingen fünf Kinder hervor:
- Theresia (* 26. August 1826 in Augsburg; † 5. Januar 1884; beigesetzt in Babenhausen)
- Leopold Fürst Fugger von Babenhausen (* 4. Oktober 1827 in Babenhausen; † 10. April 1885 in Augsburg); Heirat in Salzburg am 10. Januar 1857 mit Anna Gräfin von Gatterburg (* 30. Januar 1838 in Salzburg; † 14. Juli 1903 in Kalksburg)
- Karl Ludwig Fürst Fugger von Babenhausen (* 4. Februar 1829 in Babenhausen; † 12. Mai 1906 ebenda); Heirat in Klagenfurt am 8. Oktober 1855 mit Friederike Gräfin Christallnigg (* 27. Mai 1832 in Klagenfurt; † 17. Juni 1888 ebenda)
- Eugenia (* 5. November 1833 in Babenhausen; † 7. Februar 1853)
- Friedrich (* 26. November 1836 in Babenhausen; † 5. Februar 1907 in München); Heirat in Wien am 24. Juni 1872 mit Maria Freiin von Gudenus (19. Oktober 1848 in Mühlbach; † 4. Mai 1918 in München)